# Maud Joachim

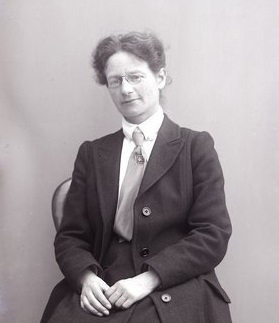
Maud Joachim, 1910

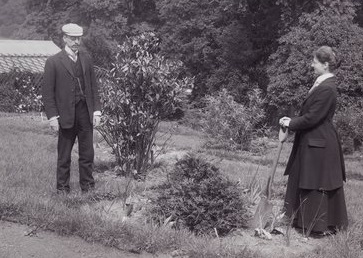
Mary Blathwayts Bruder William und Joachim im Garten von Eagle House, 1910

Maud Amelia Fanny Joachim (* 1. August 1869 in Paddington, London; † 16. Februar 1947 in Steyning, West Sussex) war eine englisch-britische Suffragette. Joachim war Mitglied der militanten Women’s Social and Political Union (WSPU) und für ihre Proteste wurde sie mehrfach inhaftiert. Joachim war eine der ersten Suffragetten, die in der Haft in den Hungerstreik traten, um dagegen zu protestieren, dass sie nicht als politische Gefangene anerkannt wurden.

## Leben
Joachim wurde als zweite von bier Töchtern von Ellen Margaret (geborene Smart) und Henry Joachim in geboren. Sie hatte drei Schwestern, Gertrude, Dorothy und Nina. Ihr Vater, ein Wollhändler, war in Ungarn geboren und wurde 1856 als britischer Staatsbürger eingebürgert, 1874 erhielt er nach dem Naturalization Act 1870 die Einbürgerungsurkunde. Ihr Onkel väterlicherseits war der Geiger und Komponist Joseph Joachim. Joachim besuchte von 1890 bis 1893 das Girton College und studierte dort Moral Sciences.
Joachim wurde eine militante Suffragette und 1907 Mitglied der von Emmeline Pankhurst geleiteten Women’s Social and Political Union (WSPU). Sie genoss die Kameradschaft und stellte fest, dass sie nun unter gleichgesinnten Menschen war.
Im Februar 1908 war Joachim an dem gewagten sogenannten „Pantechnicon-Überfall“ beteiligt. Dabei wurde ein Möbelwagen (pantechnicon) als trojanisches Pferd benutzt, um zwanzig Suffragetten zum Unterhaus zu bringen. Die Gruppe wurde verhaftet, und sie wurde zu sechs Wochen Haft verurteilt.
Im Juni wurde sie erneut verhaftet, nachdem sie zusammen mit Pankhurst, Emmeline Pethick-Lawrence, Jessie Stephenson und Florence Haig versucht hatte, Premierminister H. H. Asquith aufzusuchen.
Sie wurden daran gehindert und Joachim wurde zu drei Monaten Haft im Holloway Prison verurteilt.
1909 hielt sie sich in Schottland auf und arbeitete in Aberdeen. Im November schloss sie sich einem Protest an, der eine Rede von Winston Churchill in seinem Wahlkreis in Dundee störte. Sie wurde zusammen mit Helen Archdale, Catherine Corbett und Adela Pankhurst verhaftet und zu zehn Tagen Haft im Gefängnis von Dundee verurteilt. Während ihrer Haftzeit traten die Frauen in den Hungerstreik.
Im Oktober 1908 organisierten Joachim mit Katherine Douglas Smith einen einfallsreichen Protest, bei dem sie den Verkehr im West End aufhielten, indem sie auf schwarzen Pferden The Strand entlang ritten und gleichzeitig für ein Suffragetten-Treffen in der Royal Albert Hall warben.
Joachim wurde am 17. Juni 1910 in das Eagle House eingeladen, um einen Gedenk-Baum, in ihrem Fall einen Hiba-Lebensbaum, zu setzen und eine Gedenktafel wurde angefertigt.
Joachim wurde von der WSPU mit der Hungerstreik-Medaille For Valour (für Tapferkeit) ausgezeichnet, auf der eine Inschrift eingraviert ist, die lautet: PRESENTED BY THE WOMEN'S SOCIAL AND POLITICAL UNION IN RECOGNITION OF A GALLANT ACTION, WHEREBY THROUGH ENDURANCE TO THE LAST EXTREMITY OF HUNGER AND HARDSHIP A GREAT PRINCIPLE OF POLITICAL JUSTICE WAS VINDICATED.
Bei der Volkszählung von 1911 war Joachim wieder in London und verweigerte dem Volkszähler im Rahmen des Suffragetten-Boykotts jegliche Auskunft.
Zusammen mit einer Reihe anderer WSPU-Mitglieder wandte sich Joachim 1913 von der Organisation und radikalen Aktionen ab, als die gewaltsamen Proteste zu Brandstiftungen eskalierten. Sie richtete ihre Energien auf die sozialistische East London Federation of Suffragettes, die neben der Kampagne für das Wahlrecht auch praktische Unterstützung für Frauen aus der Arbeiterklasse bot. Während des Ersten Weltkriegs leitete Joachim für die East London Federation of Suffragettes ein Arbeitslosenbüro und eine Spielzeugfabrik. Später arbeitete sie mit Sylvia Pankhurst bei ihrer antifaschistischen Äthiopienkampagne zusammen.
Im Register von 1939 wurde Joachim als Privatperson in Somerset Terrace in St Pancras, London, aufgeführt und zog später nach Mouse Cottage, Steyning, wo sie bis zu ihrem Tod am 16. Februar 1947 lebte.
Bei ihrem Tod hinterließ Joachim Vermächtnisse an ihre Mitstreiterinnen Sylvia Pankhurst und Katherine Douglas Smith sowie an das Girton College.
Joachims WSPU-Medaille wurde am 3. Oktober 2023 bei Bonhams versteigert und erzielte einen Preis von über 40.000 Pfund. Die Glasgow Women's Library startete eine Spendenkampagne, um die Medaille zu erwerben, und sammelte 28.000 Pfund aus ca. 500 Einzelspenden, wobei der Rest des Kaufpreises vom National Fund for Acquisitions der schottischen Regierung unterstützt wurde. Die Medaille war das Hauptobjekt der Ausstellung We Deserve A Medal: Militant Suffrage Activism in der Glasgow Women's Library vom 1. Februar bis 31. Mai 2024.